# 井高淳一
井高 淳一（いだか じゅんいち、1947年5月16日 - ）は、北海道出身の元騎手・調教助手。

## 来歴
1967年3月11日に中山・稗田敏男厩舎からデビューし、東京第1競走4歳未勝利・ミスキノクニ（7頭中7着）で初騎乗を果たす。4月29日の中山第4競走4歳未勝利・ヒシナシピツトで初勝利を挙げるが、1年先輩の小島太が騎乗する2着のシルキーに10馬身差を付ける圧勝で飾った。夏は地元の北海道シリーズで騎乗し、8月の札幌開催では3勝と活躍。同18日の第6競走4歳以上オープンでは1965年のダービー馬キーストンに騎乗して勝利し、25日の第6競走4歳以上200万下では5頭中5番人気のゴールドマロンを勝利に導いた。
1年目の同年は8勝をマークし、2年目の1968年は10月26日の東京第10競走東京ステークスで8頭中8番人気のニホンリーダーに騎乗して特別初勝利を挙げる。
3年目の1969年には栗東・二分久男厩舎へ移籍し、4月5日の阪神第11競走5歳以上300万下で13頭中10番人気のナニワコトブキに騎乗して移籍後初勝利を挙げると、6月3日の京都第7競走4歳オープンではトウメイに騎乗して勝利。
1970年は3勝に終わるが、全て冬の小倉開催で挙げたものであった。1971年には曽場広作厩舎に移籍し、同年9月11日の札幌第7競走4歳以上オープンでは二冠馬のヒカルイマイに騎乗。
1972年には自身初の2桁で自己最多の17勝をマーク。1973年は6勝に終わるが、6勝中4勝を夏の小倉でマークし、4勝中3勝はマークエイトで挙げた新馬→フェニックス賞→小倉3歳S3連勝であった。秋はデイリー杯3歳Sに出走してキタノカチドキと対戦する予定であったが、出走取消でそのまま引退している。
1974年は1月6日の京都第11競走5歳以上500万下で18頭中12番人気のフジカントウを勝たせると、同15日の第10競走銀杯ではトップハンデ63kgのミツノセカイで勝利するなど、2年ぶり2度目の2桁となる10勝をマーク 。
1975年には神戸新聞杯でタイホウヒーローに騎乗して2着に入り、京都新聞杯では師匠の稗田が管理するコクサイプリンスに中島啓之の代打で騎乗。苦手の不良馬場で6番人気ながら、1番人気のロングホークをアタマ差退けて重賞初制覇に導く。井高は自身唯一の重賞制覇となったが、コクサイプリンスの走りっぷりを「気合がすごくて、気合で走っている馬」と称した。
1976年には稗田厩舎に復帰し、第17回宝塚記念からはコクサイプリンスの主戦騎手を任されるが、同年の毎日王冠と1977年の中山記念・ダイヤモンドS3着が最高で、大レースでは一度も掲示板にすら入れなかった。同馬以外ではアグネスビューチーで函館記念に騎乗し、9頭中8番人気でグレートセイカン・イナボレスに先着すると同時に春の天皇賞馬エリモジョージから7馬身差の2着に入った。
1979年には福永甲厩舎、1981年には小原伊佐美厩舎と移籍していき、1981年8月16日の小倉第2競走3歳新馬・ハンキハンザーで通算100勝を達成。重賞に格上げされた第1回小倉3歳Sでもハンキハンザーに騎乗するが、管理する小原の重賞初出走となった。同年11月8日の京都第4競走3歳新馬・タマモハレルヤが最後の勝利となり、1982年5月30日の阪神第3競走4歳未勝利・マークビクトリー（10頭中4着）が最後に現役を引退。
引退後は小原厩舎の調教助手となり、タマモクロスを担当。栗東でも腕利きで有名になり、ある厩務員からは「井高は（騎手の頃の）競馬はアカンかったが、馬を仕上げさせたら天下一品やぞ。」と言わせるほどであった。
ライバルとなるオグリキャップの調教助手であった辻本光雄とは仲が良く、麻雀仲間でもあったが、天皇賞（秋）後に井高はオグリキャップの飼い葉桶を覗き「こんなもんを食わせていたんじゃ、オグリはずっとタマモに勝てへんで。」と声を掛けた。当時オグリキャップに与えられていた飼い葉の中に、体を太らせるためレースを使っている馬には必要のない成分が含まれていたためであり、指摘を受けた辻本はすぐにその配合を取り止めた。有馬記念後に、井高は「俺は結果的に、敵に塩を送る事になったんだな。」と苦笑している。

## 騎手成績
| 通算成績 | 1着 | 2着 | 3着 | 4着以下 | 騎乗回数 | 勝率 | 連対率 |
| -------- | --- | --- | --- | ------- | -------- | ---- | ------ |
| 平地     | 102 | 107 | 92  | 1123    | 1424     | .072 | .147   |

### 主な騎乗馬
- コクサイプリンス（1975年京都新聞杯）

その他
- キーストン
- トウメイ
- ヒカルイマイ